# Luz negra

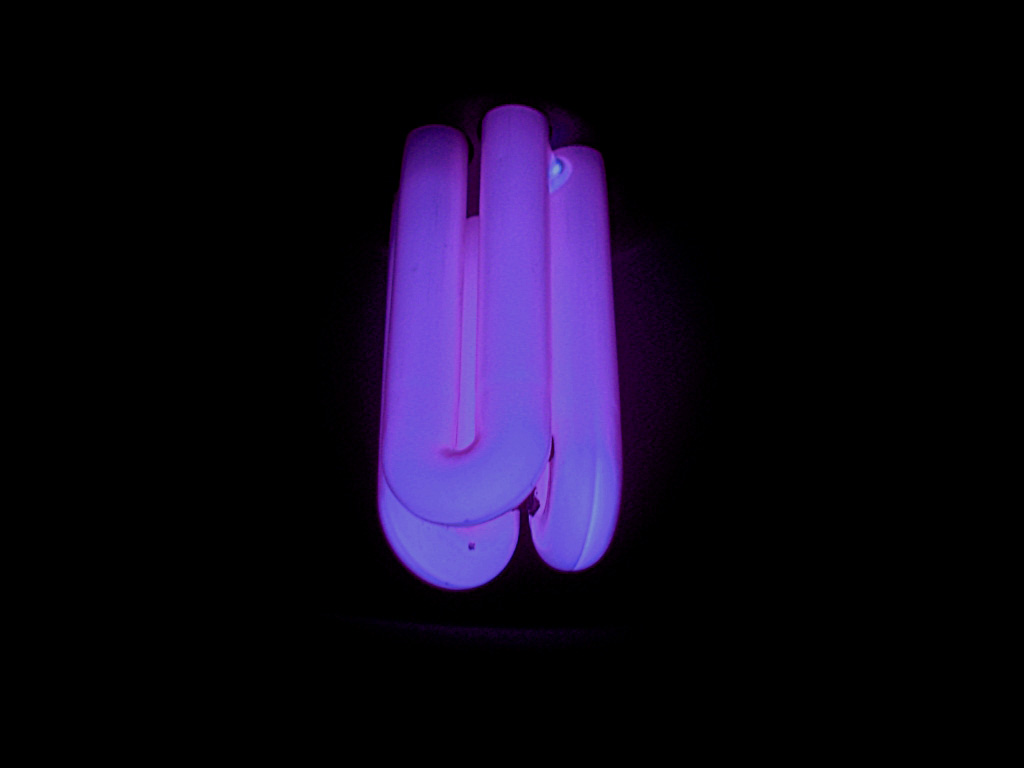
Una bombilla de luz negra.

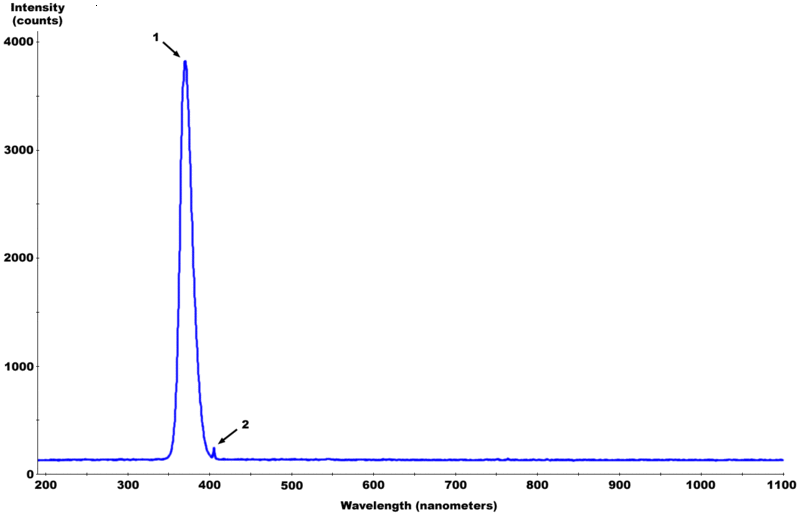
Espectro de una fuente de fluorescente de luz negra. La Anchura a media altura en 370 nm es de unos 20 nm. El pequeño segundo pico (2) es luz con 404 nm de longitud de onda que se escapa a través del filtro, y es lo que le da el brillo violeta.

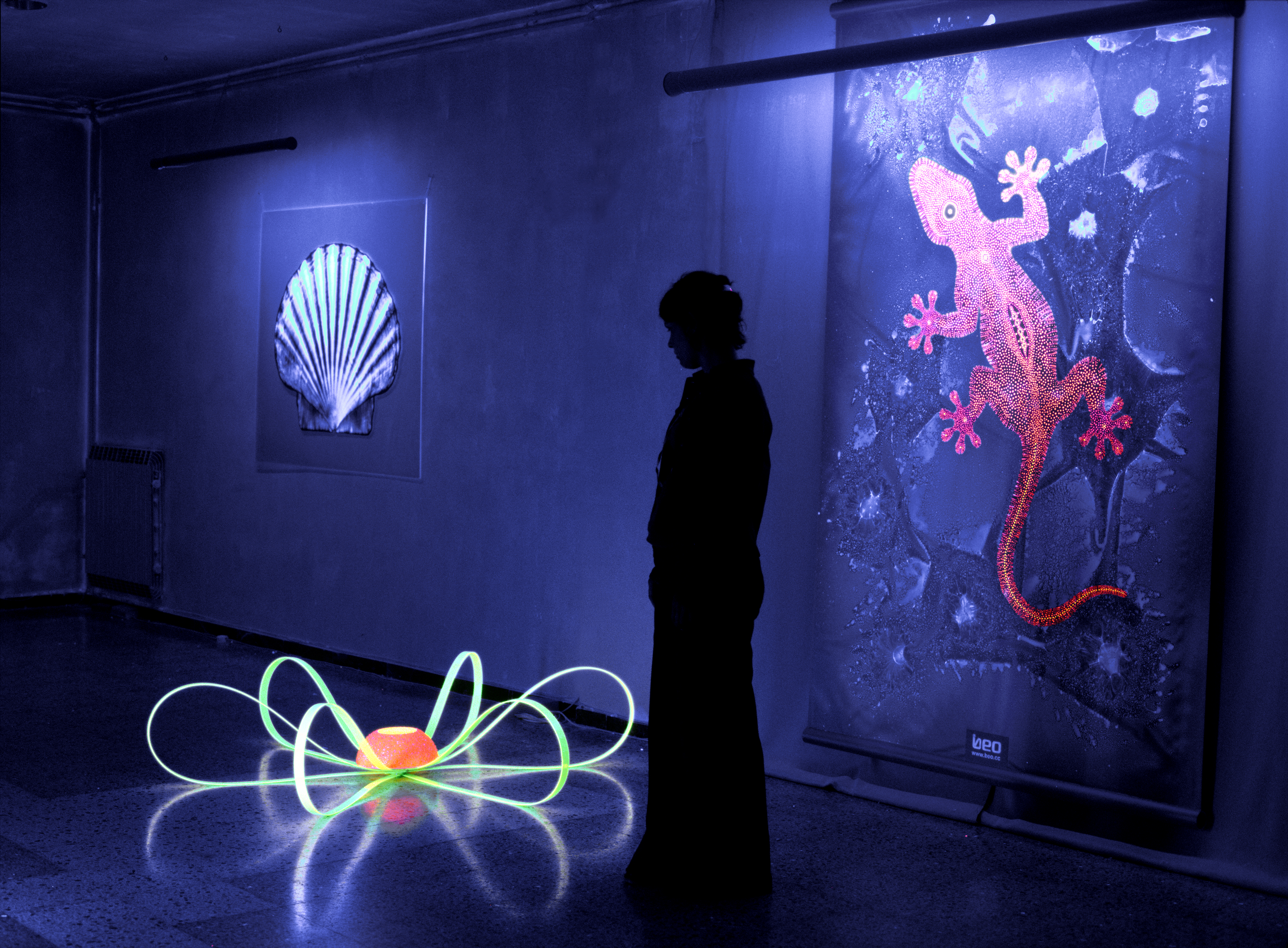
Arte con luz negra: Pintura y escultura con materiales fluorescentes del artista Beo Beyond.

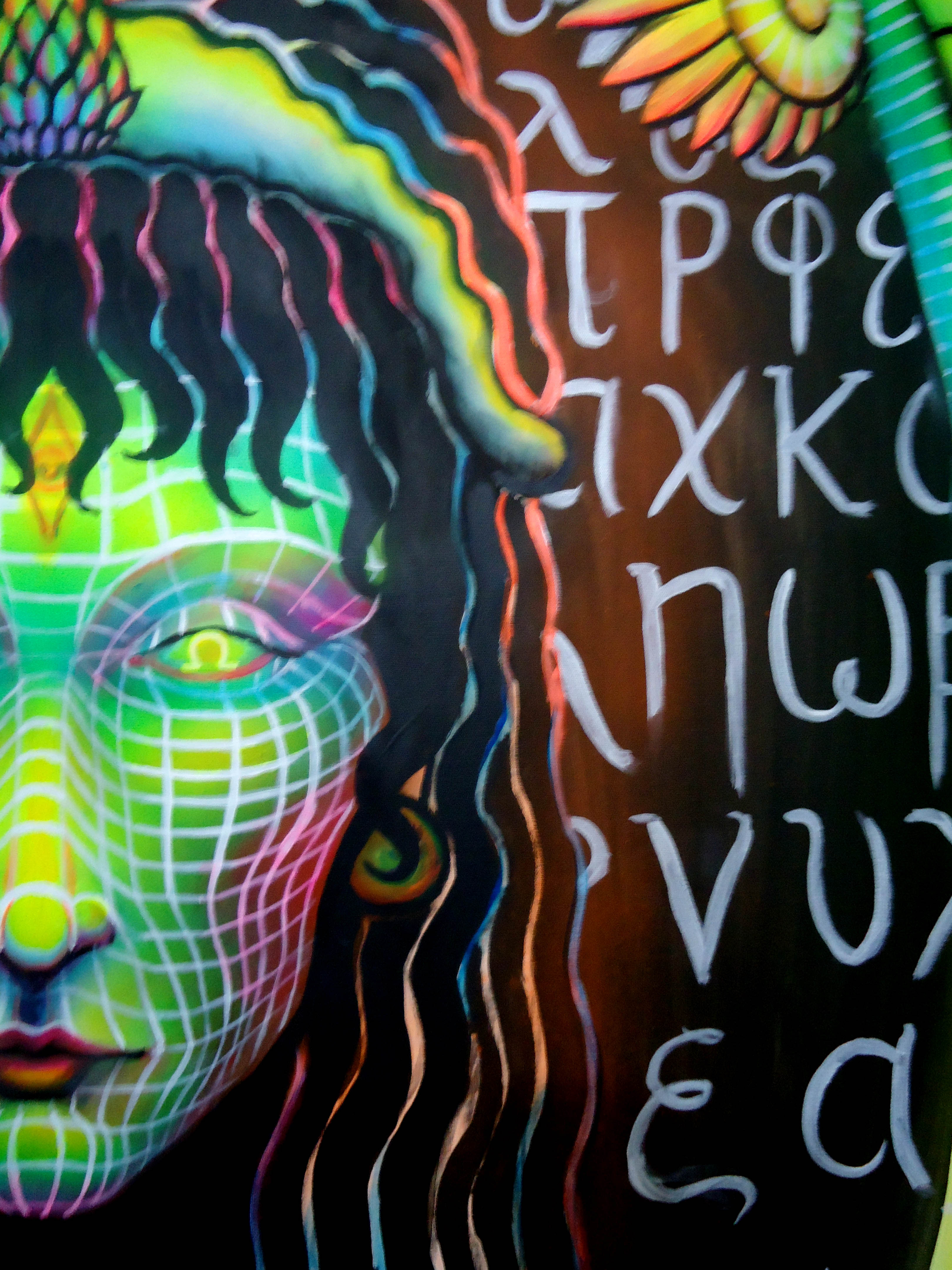
Detalle de esfinge con pintura fluorescente por Roque Logozzo. Original 2x1 M.

La luz negra, también conocida como luz UV-A ,  lámpara de Wood  o simplemente luz ultravioleta, es una Lámpara que emite onda larga (UV-A) de luz ultravioleta y no mucha luz visible. Es el nombre común para lámparas que emiten radiación electromagnética ultravioleta, con un componente residual muy pequeño de luz visible. Las lámparas de luz negra se fabrican generalmente del mismo modo que las lámparas fluorescentes convencionales, excepto que utilizan un único fósforo, y en lugar del cristal transparente exterior emplean un cristal oscuro conocido como cristal de Wood, que bloquea la mayor parte de "luz visible" con longitud de onda por encima de los 400 nanómetros. La radiación ultravioleta de estas lámparas se produce con una longitud de onda superior a 350 nm. Una onda ultravioleta generada tan cerca del espectro visible no produce daño (o al menos no mayor daño que el que puede producir la luz visible). No obstante, por su naturaleza invisible, la luz negra se utiliza siempre como iluminación tenue.
Estas lámparas son altamente ineficientes, emitiendo pocos lumen por vatio de potencia, lo que eleva peligrosamente su temperatura, y por esto se recomienda que se utilice por cortos períodos.
La luz negra se utiliza en ambientes oscuros para resaltar algunos colores sobre otros, logrando efectos sorprendentes. Es generalmente aceptado que la luz negra solamente hace resaltar los colores blancos, que tienen un brillo blanco violáceo, dejando casi en la oscuridad al resto. En realidad la luz negra resalta los colores fluorescentes, entre ellos el poliéster, que suele estar presente en las telas blancas (en camisetas, camisas y zapatillas). Este tipo de luz se suele utilizar en los bares y discotecas para crear un brillo especial en conjunto con las demás luces.
También es útil para revisar los grabados que brillan sólo bajo la luz ultravioleta, y que demuestran la autenticidad de la mayoría de los billetes y las monedas de casi todo el mundo.

## Usos
La radiación ultravioleta es invisible para el ojo humano, pero iluminar ciertos materiales con radiación ultravioleta provoca la emisión de luz visible, lo que hace que estas sustancias brillen con varios colores. Esto se llama fluorescencia y tiene muchos usos prácticos. Se requieren luces negras para observar la fluorescencia, ya que otros tipos de lámparas ultravioleta emiten luz visible que ahoga el tenue resplandor fluorescente.
La luz negra se usa comúnmente para autenticar pinturas al óleo, antigüedades y billetes. Las luces negras se pueden utilizar para diferenciar la moneda real de los billetes falsos porque, en muchos países, los billetes legales tienen símbolos fluorescentes que solo se muestran bajo una luz negra. Además, el papel utilizado para imprimir dinero no contiene ninguno de los agentes abrillantadores que hacen que los papeles disponibles comercialmente emitan fluorescencia bajo luz negra. Ambas características hacen que los billetes ilegales sean más fáciles de detectar y más difíciles de falsificar con éxito. Las mismas características de seguridad se pueden aplicar a tarjetas de identificación como pasaportes o licencias de conducir.
Otras aplicaciones de seguridad incluyen el uso de bolígrafos que contienen tinta fluorescente, generalmente con una punta blanda, que se pueden usar para marcar artículos de manera "invisible". Si los objetos que están así marcados son posteriormente robados, se puede usar una luz negra para buscar estas marcas de seguridad. En algunos parques de atracciones, clubes nocturnos y en otros eventos que duran todo el día (o toda la noche), se estampa una marca fluorescente en la muñeca de un invitado que luego puede ejercer la opción de irse y poder regresar nuevamente sin pagar otra cuota de admisión.
En medicina, la lámpara de Wood se usa para verificar la fluorescencia característica de ciertos hongos dermatofitos como las especies de Microsporum que emiten un resplandor amarillo, o Corynebacterium que tienen un color rojo a naranja cuando se ven bajo una lámpara de Wood. Esta luz también se utiliza para detectar la presencia y extensión de trastornos que provocan una pérdida de pigmentación, como el vitíligo. También se puede utilizar para diagnosticar otras infecciones fúngicas como la tiña, Microsporum canis, tinea versicolor; infecciones bacterianas como eritrasma; otras afecciones de la piel que incluyen acné, sarna, alopecia, porfiria; así como arañazos en la córnea, cuerpos extraños en el ojo y conductos lagrimales bloqueados